# Sericesthis iris
Sericesthis iris är en skalbaggsart som beskrevs av Britton 1987. Sericesthis iris ingår i släktet Sericesthis och familjen Melolonthidae. Inga underarter finns listade i Catalogue of Life.